# Autogrill

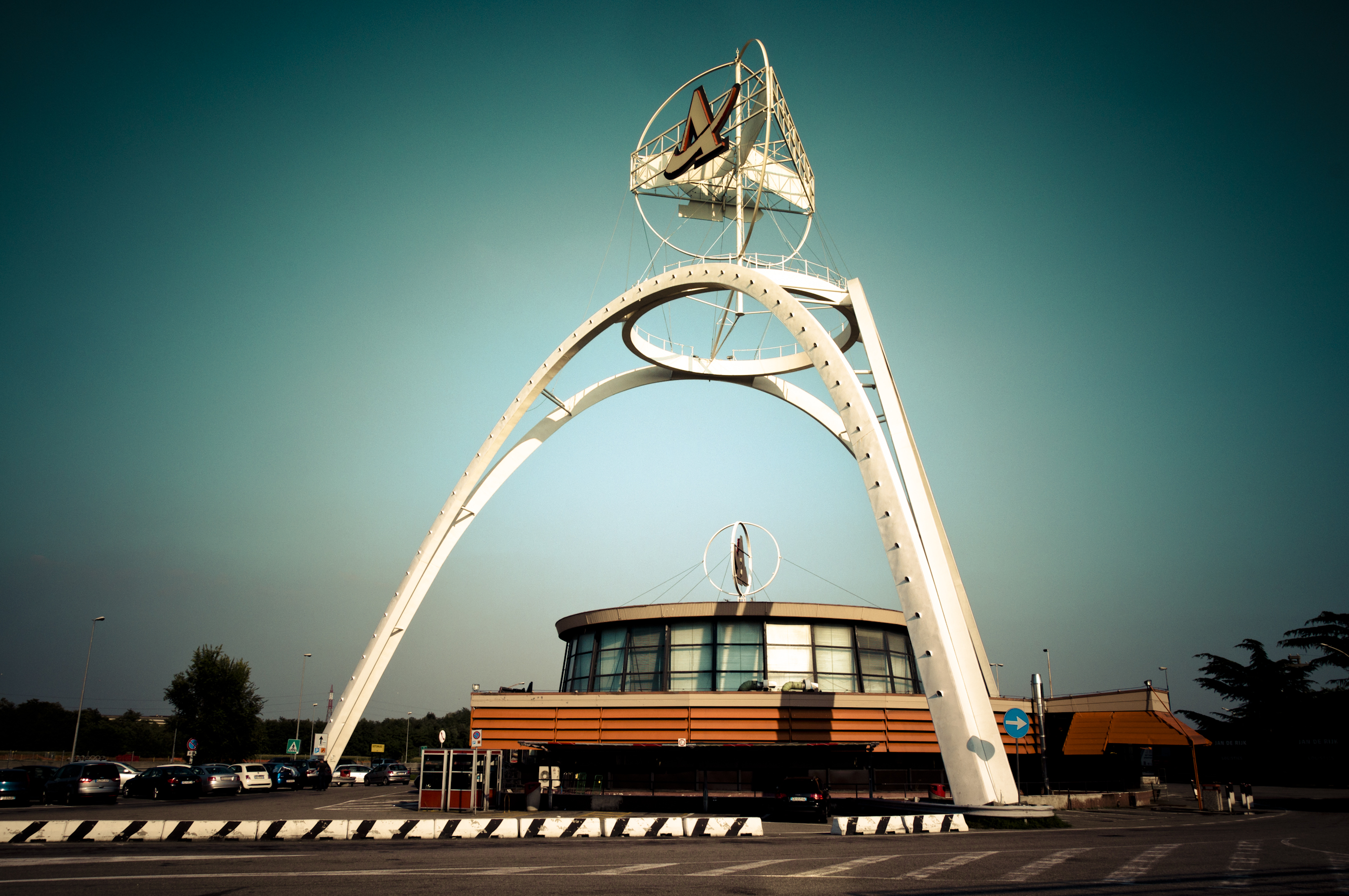
Un restaurant sur une aire d'autoroute de Lainate entre Milan et Laghi

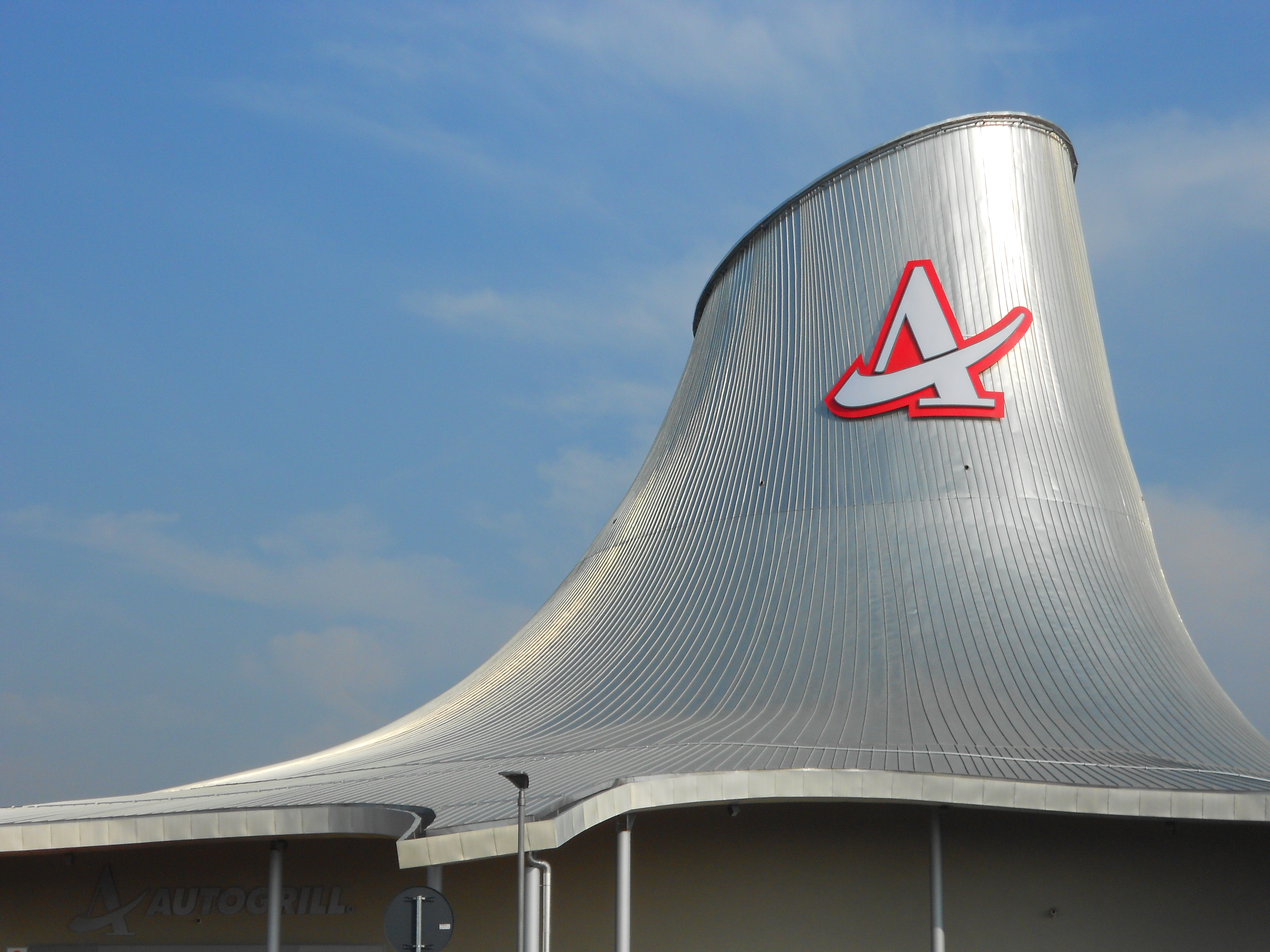
Ecogrill, Lainate (Milan)

Autogrill est une entreprise de restauration italienne, basée à Rozzano en Italie, dont l'origine remonte à 1928. Il est le leader mondial de la restauration aux services des voyageurs et réalise les deux-tiers de son activité à l'international. Le groupe possède un réseau de 4 500 points de vente répartis dans 28 pays, qui servent 800 millions de clients chaque année, principalement dans les aéroports, les autoroutes et les gares. Depuis 2023, Autogrill est une filiale d'Avolta.

## Histoire
L'histoire d'Autogrill débute en 1928, au cœur de Milan, entre le Piazza Duomo et la Galleria Vittorio Emanuele, avec l'ouverture du Bar Motta, qui devient rapidement l'un des principaux point de rencontre de la ville. Motta, ainsi que Alemagna et Pavesi, qui vont devenir le socle du futur Autogrill.
La fin de la Seconde Guerre mondiale marque une seconde étape importante pour Autogrill. Le redémarrage de l'économie italienne, entraîne entre autres, une hausse significative du trafic sur l'autoroute de Milan - Novara. Une petite buvette est alors ouverte sur cet axe. Cette modeste installation laissera place en 1962, a un bâtiment moderne qui enjambe l'autoroute Milan - Turin.
Autogrill SPA est donc créé en 1977, après la fusion-acquisition des entreprises Motta, Pavesi et Alemagna par la SME, un groupe agroalimentaire public contrôlé par l'Institut de reconstruction industrielle, l'IRI.
Le centre-gauche qui vient d'arriver au pouvoir entreprend une grande vague de privatisations à partir de 1993. L'IRI commence donc à se séparer de nombreuses entreprises qu'il possédait, dont SME, qui est privatisé. En 1995, Autogrill est séparé de SME, et le groupe est repris majoritairement par Edizione Holding, la holding financière de la famille Benetton. Enfin Autogrill est introduit sur le marché en 1997, à la bourse de Milan.
Parallèlement, le groupe se développe en Europe à partir de 1993. En France, où il acquiert Les 4 Pentes (groupe d'Elitair, aujourd'hui Eliance, filiale du groupe Elior) et en Espagne avec 50 % de Procace, propriété du second groupe pétrolier espagnol Cepsa. Par la suite, Autogrill acquiert Sogerba (France), AC Restaurant (Belgique et Pays-Bas), Wienerwald A (Autriche) et Wienerwald D (Allemagne) entre 1997 et 1998.

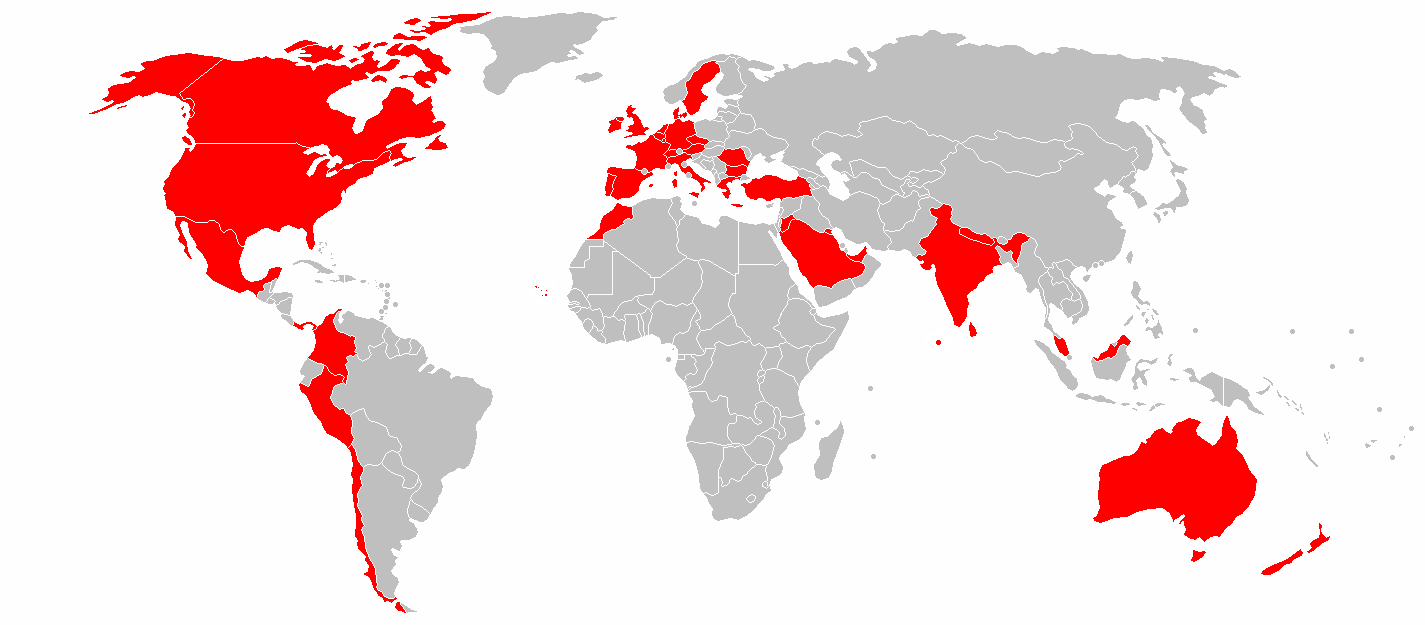
En rouge : pays dans lesquels Autogrill est implanté

En 1999 le groupe décide de se développer au niveau international et plus précisément hors d'Europe. Il se diversifie en reprenant Host Marriott services, le leader de la restauration et des services aux passagers dans les aéroports en Amérique.
Avec le nouveau millénaire, Autogrill continue son expansion avec le rachat à la Bon Appétit Management Company du suisse Passaggio Holdding AG en 2001, leader suisse de la restauration dans les aéroports, les gares et sur les autoroutes, puis de 70 % de l'espagnol Receco en 2002. La même année, HMSHost a acquis SMSI Travel Centres Inc. au Canada.
Autogrill acquiert Anton Airfood en 2003, le numéro 3 du secteur dans les aéroports en Amérique du Nord, avec plus de 90 emplacements dans 11 aéroports. HMSHost Europe est créé pour développer le réseau du groupe dans les aéroports en Europe.

## Filiales
- Aldeasa
- Anton Airfood
- HMSHost
- Panos